# Campeonato Brasileiro de Futsal 2024
Die Campeonato Brasileiro de Futsal 2024 war die erste Spielzeit einer brasilianischen Futsalliga, der Campeonato Brasileiro de Futsal.

## Modus & Prämien
Der Wettbewerb wurde in fünf Phasen ausgetragen, einer Vorrunde sowie Achtel-, Viertel-, Halb- und Finalspiele. In der ersten Runde traten alle Klubs in zwei Gruppe einmal im Ligaverfahren gegeneinander an. Die besten acht qualifizierten sich für das Achtelfinal. Ab dem Achtelfinale folgt der Wettbewerb dem K.-o.-System mit Hin- und Rückspiel. Es kommt der Klub weiter, welcher die Treffen mit mindestens einem Sieg für sich entscheiden konnte. Sollten nur Unentschieden in beiden Spielen erreicht werden, ging das zweite Spiel in die Verlängerung. Konnte dieses auch kein Klub für sich entscheiden, wurde der Sieger durch Strafstoß entschieden.
Insgesamt wurden 560.000 Real und ein neuer PKW für die Halbfinalisten ausgelobt. Davon erhält der Meister 250.000 Real sowie den PKW. Der Zweite 150.000, der Dritte 70.000 und der Vierte 30.000. Des Weiteren werden 60.000 Real auf sechs Teilnehmer aufgeteilt, den besten Trainer und fünf Spieler aufgeteilt nach ihren Positionen.

## Teilnehmer
Ursprünglich war die Teilnahme aller 20 Gründungsmitglieder geplant. Kurz vor Beginn sagte der Sampaio Corrêa FC seine Teilnahme ab. Als Ersatz nahm der IF São Joseense teil.
- América FC (RN)
- América Mineiro
- Apodi Futsal
- Ceará SC
- ACEL Chopinzinho
- Clube de Regatas Brasil
- Associação Concordiense de Futsal
- Costa Rica EC
- Cruzeiro EC
- Estrela do Norte EC
- Fortaleza EC
- IF São Joseense
- Náutico Capibaribe
- Associação Passo Fundo Futsal
- AD Sapezalense
- CS Sergipe
- Associação Sorriso de Futsal
- Sport Recife
- CR Vasco da Gama
- Yeesco Futsal

## 1. Runde

### Gruppe A
| Pl. | Verein                        | Sp. | S | U | N | Tore    | Diff. | Punkte |
| --- | ----------------------------- | --- | - | - | - | ------- | ----- | ------ |
| 1.  | Associação Passo Fundo Futsal | 9   | 7 | 2 | 0 | 028:120 | +16   | 23     |
| 2.  | Fortaleza EC                  | 9   | 6 | 0 | 3 | 032:200 | +12   | 18     |
| 3.  | CR Vasco da Gama              | 9   | 4 | 4 | 1 | 025:160 | +9    | 16     |
| 4.  | Estrela do Norte EC           | 9   | 4 | 2 | 3 | 037:340 | +3    | 14     |
| 5.  | Cruzeiro EC                   | 9   | 3 | 4 | 2 | 026:240 | +2    | 13     |
| 6.  | Clube de Regatas Brasil       | 9   | 2 | 5 | 2 | 026:280 | −2    | 11     |
| 7.  | AD Sapezalense                | 9   | 3 | 0 | 6 | 019:260 | −7    | 09     |
| 8.  | América Mineiro               | 9   | 2 | 2 | 5 | 017:240 | −7    | 08     |
| 9.  | Náutico Capibaribe            | 9   | 2 | 1 | 6 | 021:360 | −15   | 07     |
| 10. | Costa Rica EC                 | 9   | 0 | 4 | 5 | 009:200 | −11   | 04     |

### Gruppe B
| Pl. | Verein                            | Sp. | S | U | N | Tore    | Diff. | Punkte |
| --- | --------------------------------- | --- | - | - | - | ------- | ----- | ------ |
| 1.  | ACEL Chopinzinho                  | 9   | 7 | 2 | 0 | 023:120 | +11   | 23     |
| 2.  | América FC (RN)                   | 9   | 6 | 1 | 2 | 031:170 | +14   | 19     |
| 3.  | Apodi Futsal                      | 9   | 5 | 3 | 1 | 021:800 | +13   | 18     |
| 4.  | Yeesco Futsal                     | 9   | 5 | 2 | 2 | 029:130 | +16   | 17     |
| 5.  | Sport Recife                      | 9   | 4 | 3 | 2 | 024:210 | +3    | 15     |
| 6.  | Associação Concordiense de Futsal | 9   | 3 | 3 | 3 | 026:310 | −5    | 12     |
| 7.  | CS Sergipe                        | 9   | 2 | 2 | 5 | 021:300 | −9    | 08     |
| 8.  | IF São Joseense                   | 9   | 2 | 1 | 6 | 018:250 | −7    | 07     |
| 9.  | Associação Sorriso de Futsal      | 9   | 1 | 2 | 6 | 012:280 | −16   | 05     |
| 10. | Ceará SC                          | 9   | 0 | 1 | 8 | 016:360 | −20   | 01     |

## Finalrunde

### Achtelfinale
| Datum   |                         | Ergebnis        |                         |
| ------- | ----------------------- | --------------- | ----------------------- |
| 27.7.   | Clube de Regatas Brasil | 2:2 (0:1)       | Apodi Futsal            |
| 7.8.    | Apodi Futsal            | 2:2 (1:0)       | Clube de Regatas Brasil |
| Gesamt: | Apodi Futsal            | 2:2 (5:3 i. E.) | Clube de Regatas Brasil |

| Datum   |                               | Ergebnis  |                               |
| ------- | ----------------------------- | --------- | ----------------------------- |
| 29.7.   | IF São Joseense               | 0:5 (0:3) | Associação Passo Fundo Futsal |
| 10.8.   | Associação Passo Fundo Futsal | 5:2 (4:1) | IF São Joseense               |
| Gesamt: | Associação Passo Fundo Futsal | 10:2      | IF São Joseense               |

| Datum   |                  | Ergebnis  |                  |
| ------- | ---------------- | --------- | ---------------- |
| 29.7.   | América Mineiro  | 1:1 (0:0) | ACEL Chopinzinho |
| 10.8.   | ACEL Chopinzinho | 2:0 (1:0) | América Mineiro  |
| Gesamt: | ACEL Chopinzinho | 3:1       | América Mineiro  |

| Datum   |                | Ergebnis  |                |
| ------- | -------------- | --------- | -------------- |
| 30.7.   | AD Sapezalense | 2:4 (0:2) | América FC     |
| 11.8.   | América FC     | 4:4 (2:1) | AD Sapezalense |
| Gesamt: | América FC     | 8:6       | AD Sapezalense |

| Datum   |                  | Ergebnis  |                     |
| ------- | ---------------- | --------- | ------------------- |
| 31.7.   | Estrela do Norte | 4:4 (3:2) | Sport Recife        |
| 12.8.   | Sport Recife     | 3:1 (2:1) | Estrela do Norte    |
| Gesamt: | Sport Recife     | 7:5       | Estrela do Norte EC |

| Datum   |                                   | Ergebnis  |                                   |
| ------- | --------------------------------- | --------- | --------------------------------- |
| 1.8.    | Associação Concordiense de Futsal | 1:1 (0:1) | CR Vasco da Gama                  |
| 8.8.    | CR Vasco da Gama                  | 4:5 (2:2) | Associação Concordiense de Futsal |
| Gesamt: | CR Vasco da Gama                  | 5:6       | Associação Concordiense de Futsal |

| Datum   |              | Ergebnis        |              |
| ------- | ------------ | --------------- | ------------ |
| 2.8.    | CS Sergipe   | 1:1 (0:0)       | Fortaleza EC |
| 20.8.   | Fortaleza EC | 4:4 (1:2)       | CS Sergipe   |
| Gesamt: | Fortaleza EC | 4:4 (5:3 i. E.) | CS Sergipe   |

| Datum   |               | Ergebnis  |               |
| ------- | ------------- | --------- | ------------- |
| 3.8.    | Cruzeiro EC   | 2:3 (0:2) | Yeesco Futsal |
| 13.8.   | Yeesco Futsal | 2:2 (2:0) | Cruzeiro EC   |
| Gesamt: | Yeesco Futsal | 5:4       | Cruzeiro EC   |

### Viertelfinale
| Datum   |                               | Ergebnis        |                               |
| ------- | ----------------------------- | --------------- | ----------------------------- |
| 29.8.   | Sport Recife                  | 2:1 (0:0)       | Associação Passo Fundo Futsal |
| 5.9.    | Associação Passo Fundo Futsal | 3:2 (1:0) n. V. | Sport Recife                  |
| Gesamt: | Associação Passo Fundo Futsal | 5:4             | Sport Recife                  |

| Datum   |                  | Ergebnis        |                  |
| ------- | ---------------- | --------------- | ---------------- |
| 30.8.   | Yeesco Futsal    | 1:1 (0:0)       | ACEL Chopinzinho |
| 7.9.    | ACEL Chopinzinho | 4:4 (1:1)       | Yeesco Futsal    |
| Gesamt: | ACEL Chopinzinho | 5:5 (5:4 i. E.) | Yeesco Futsal    |

| Datum   |                                   | Ergebnis  |                                   |
| ------- | --------------------------------- | --------- | --------------------------------- |
| 31.8.   | Associação Concordiense de Futsal | 1:3 (1:2) | Fortaleza EC                      |
| 10.9.   | Fortaleza EC                      | 5:3 (2:2) | Associação Concordiense de Futsal |
| Gesamt: | Fortaleza EC                      | 8:4       | Associação Concordiense de Futsal |

| Datum   |              | Ergebnis  |              |
| ------- | ------------ | --------- | ------------ |
| 31.8.   | Apodi Futsal | 1:1 (0:1) | América FC   |
| 7.9.    | América FC   | 1:2 (0:2) | Apodi Futsal |
| Gesamt: | América FC   | 2:3       | Apodi Futsal |

### Halbfinale
| Datum   |               | Ergebnis  |               |
| ------- | ------------- | --------- | ------------- |
| 5.10.   | Yeesco Futsal | 1:1 (1:1) | Apodi Futsal  |
| 26.10.  | Apodi Futsal  | 2:0 (0:0) | Yeesco Futsal |
| Gesamt: | Apodi Futsal  | 3:1       | Yeesco Futsal |

| Datum   |              | Ergebnis  |              |
| ------- | ------------ | --------- | ------------ |
| 7.10.   | Sport Recife | 2:3 (2:0) | Fortaleza EC |
| 30.10.  | Fortaleza EC | 3:0 (2:0) | Sport Recife |
| Gesamt: | Fortaleza EC | 6:2       | Sport Recife |

### Finale
| Datum   |              | Ergebnis  |              |
| ------- | ------------ | --------- | ------------ |
| 17.11.  | Apodi Futsal | 3:3 (1:1) | Fortaleza EC |
| 1.12.   | Fortaleza EC | 3:2 (1:1) | Apodi Futsal |
| Gesamt: | Fortaleza EC | 6:5       | Apodi Futsal |